# Dernbach (Westerwald)
Dernbach település Németországban, Rajna-vidék-Pfalz tartományban. Lakosainak száma 2545 fő (2023. december 31.). Dernbach Montabaur községgel határos.

## Népesség
A település népességének változása:
| Lakosok száma | 2914 | 2389 | 2499 | 2504 | 2486 | 2518 | 2545 |
|               | 1975 | 2014 | 2017 | 2019 | 2021 | 2022 | 2023 |